# Аугустинув (Белхатовський повіт)
Аугустинув (пол. Augustynów) — село в Польщі, у гміні Белхатув Белхатовського повіту Лодзинського воєводства.
Населення — 352 особи (2011).
У 1975-1998 роках село належало до Пйотрковського воєводства.

## Демографія
Демографічна структура станом на 31 березня 2011 року:
|          | Загалом | Допрацездатний вік | Працездатний вік | Постпрацездатний вік |
| -------- | ------- | ------------------ | ---------------- | -------------------- |
| Чоловіки | 175     | 51                 | 107              | 17                   |
| Жінки    | 177     | 46                 | 98               | 33                   |
| Разом    | 352     | 97                 | 205              | 50                   |